# Assistência domiciliar
Assistência domicliar ou internação domicliar, também conhecido pelo termo em inglês home care é um serviço de cuidados de saúde ou de suporte prestado por profissionais na residência onde o paciente está morando. Compreende uma série de atividades prestadas por cuidadores, enfermeiros, fisioterapeutas, médicos, fonoaudiólogos, psicólogos e assistentes sociais
Os clientes que recebem cuidados de saúde domiciliares podem incorrer em custos mais baixos, receber atendimento igual ou melhor e ter maior satisfação em contraste com outros ambientes, cuidados paliativos e de fim de vida podem ser prestados por meio de enfermagem domiciliar.
Os profissionais de saúde domiciliar podem auxiliar, orientar ou supervisionar os pacientes nas atividades da vida diária como banho, uso do banheiro, alimentação, acompanhar sinais vitais, cumprir ordens médicas, coletar sangue, documentar as tarefas que executam e o estado de saúde do paciente além de serem um canal de comunicação entre o paciente, a família e o médico. Alguns profissionais se deslocam para várias casas por dia e fornecem visitas curtas a vários pacientes, enquanto outros podem ficar com um paciente por um determinado período de tempo por dia.